# Volta a Düren
La Volta a Düren (en alemany i oficialment Rund um Düren) és una cursa ciclista alemanya d'un dia, amb inici i final a la ciutat de Düren. Creada el 1950, del 2005 al 2010 formà part de l'UCI Europa Tour. La cursa es disputava el Dilluns de Pasqua.

## Fins al 1972
| - 1950 : Willi Meurer - 1951 : Horst Tüller - 1952 : Albert Mussfeld - 1953 : Herbert Ebbers - 1954 : Hans Junkermann - 1955 : Horst Backat - 1956 : Hans Schramm - 1957 : Herbert Wallenborn | - 1958 : Hans Schramm - 1959 : Herbert Blochj - 1960 : Ludwig Troche - 1961 : Günter Mendyka - 1962 : Mike Coupe - 1963 : Heinz Rüschoff - 1964 : Burkhard Ebert - 1965 : Ulrich Schönell | - 1966 : Werner Ertel - 1967 : Ortwin Czarnowski - 1968 : Johannes Knab - 1969 : George Barras - 1970 : Burkhard Ebert - 1971 : Grégoire van Moer - 1972 : Wilfried Trott |

## A partir del 1973
| Any  | Vencedor             | Segon                   | Tercer              |
| ---- | -------------------- | ----------------------- | ------------------- |
| 1973 | Willy Govaerts       | Alfred Docks            | Günther Schumacher  |
| 1974 | Sven-Erik Bjerg      | Gregor Braun            | Vaclav Helekal      |
| 1975 | Mattias Buckx        | André De Wolf           | Wilfried Trott      |
| 1976 | Alfred Docks         | Mathieu Dohmen          | Joop Ribbers        |
| 1977 | Daniel Willems       | Detlef Kurzweg          | Bernhard Maiss      |
| 1978 | Uwe Bolten           | Johannès Potrykus       | Hans Michalsky      |
| 1979 | Wilfried Trott       | Rudi Zalfen             | Dieter Burkhardt    |
| 1980 | Wilfried Trott       | Werner Blaudzun         | Ivor Jacobsen       |
| 1981 | Janusz Bienek        | Johannès Potrykus       | H. Kargl            |
| 1982 | No disputada         |                         |                     |
| 1983 | Peter Hilse          | P. Schaden              | Hartmut Bölts       |
| 1984 | Thomas Freienstein   | Rolf Gölz               | Hans Knauer         |
| 1985 | Thomas Freienstein   | Jörgfried Schleicher    | Werner Stauff       |
| 1986 | Remig Stumpf         | Roland Günther          | Andreas Kappes      |
| 1987 | Uwe Messerschmidt    | Andreas Klaus           | Werner Stauff       |
| 1988 | Werner Wüller        | Andreas Klaus           | Tim Pahnenrich      |
| 1989 | Mieczyslaw Mazurek   | Edward Karczmarczyk     | Arjan Vincke        |
| 1990 | Patrick Rasch        | Rober van de Vin        | Erik Dekker         |
| 1991 | Johan Buurmeyer      | Rafael Hennes           | Erik Dekker         |
| 1992 | Eric van der Heide   | Johnny Bijkerk          | Erik Cent           |
| 1993 | Pyotr Koshelenko     | Igor Dzyuba             | Andrei Jermelovich  |
| 1994 | Rik Claeys           | Michel Vincent          | Jürgen Rodenbeck    |
| 1995 | Lutz Lehmann         | Stephan Schruff         | Sascha Henrix       |
| 1996 | Eric De Clercq       | Jens Zemke              | Steffen Rein        |
| 1997 | Sven Teutenberg      | Andreas Kappes          | Heinrich Trumheller |
| 1998 | Torsten Schmidt      | Dennis Rasmussen        | Jörg Ludewig        |
| 1999 | Allan Johansen       | Michel Vanhaecke        | Davy Delmé          |
| 2000 | Jürgen Werner        | Simone Zucchi           | Andreas Beikirch    |
| 2001 | Bjørnar Vestøl       | Danny Stam              | Lubor Tesař         |
| 2002 | Lubor Tesař          | Kurt Asle Arvesen       | Bart Voskamp        |
| 2003 | Lars Teutenberg      | Björn Schröder          | Igor Abakoumov      |
| 2004 | David Kopp           | Stefan Cohnen           | Phillip Thuaux      |
| 2005 | Robert Retschke      | Björn Papstein          | Holger Sievers      |
| 2006 | Elnathan Heizmann    | Wolfram Wiese           | René Schild         |
| 2007 | Marcel Beima         | Martin Hebík            | Konstantin Schubert |
| 2008 | Bram Schmitz         | Malaya Van Ruitenbeek   | Wout Poels          |
| 2009 | Dennis Pohl          | Geert Omloop            | Michael Schweizer   |
| 2010 | Sven Krauss          | Michael Schweizer       | Steffen Radochla    |
| 2011 | Rikke Dijkxhoorn     | Emmanuel Van Ruitenbeek | Björn Schröder      |
| 2012 | Michael Schweizer    | Maurits Lammertink      | Andreas Stauff      |
| 2013 | Geert van der Weijst | Alexander Darville      | Tim Klessa          |
| 2014 | Dylan Groenewegen    | Remco te Brake          | Phil Bauhaus        |
| 2015 | Silvio Herklotz      | Nils Politt             | Heinrich Berger     |
| 2016 | Jan Brockhoff        | Philipp Zwingenberger   | Konrad Geßner       |
| 2017 | Leon Rohde           | Konrad Geßner           | Christopher Hatz    |